# Siéké
Siéké fou una antiga regió de l'Alt Senegal (després Sudan Francès) avui situada al nord de Guinea a la frontera amb Mali. Estava habitada pels mandings del grup nomokho (homes potents). S'estenia al nord fins a l'altiplà de Balankounakama.
La ciutat principal era Niafadié (vegeu la història d'aquesta per detalls de la conquesta francesa) situada a algunes hores de marxa al sud de Niagassola. La regió també tenia explotació de placers aurífers, però menys que el Bouré i el Bidiga. Altres llocs importants eren les poblacions de Dalamban i de Farbalé (aquesta al nord).